# Tersilochus dentatus
Tersilochus dentatus là một loài tò vò trong họ Ichneumonidae.